# Pau de arara (tortura)
Pau de arara (pré-AO 1990: pau-de-arara) é um método de tortura física destinada a causar fortes dores nas articulações e músculos, bem como dores de cabeça e traumas psicológicos.

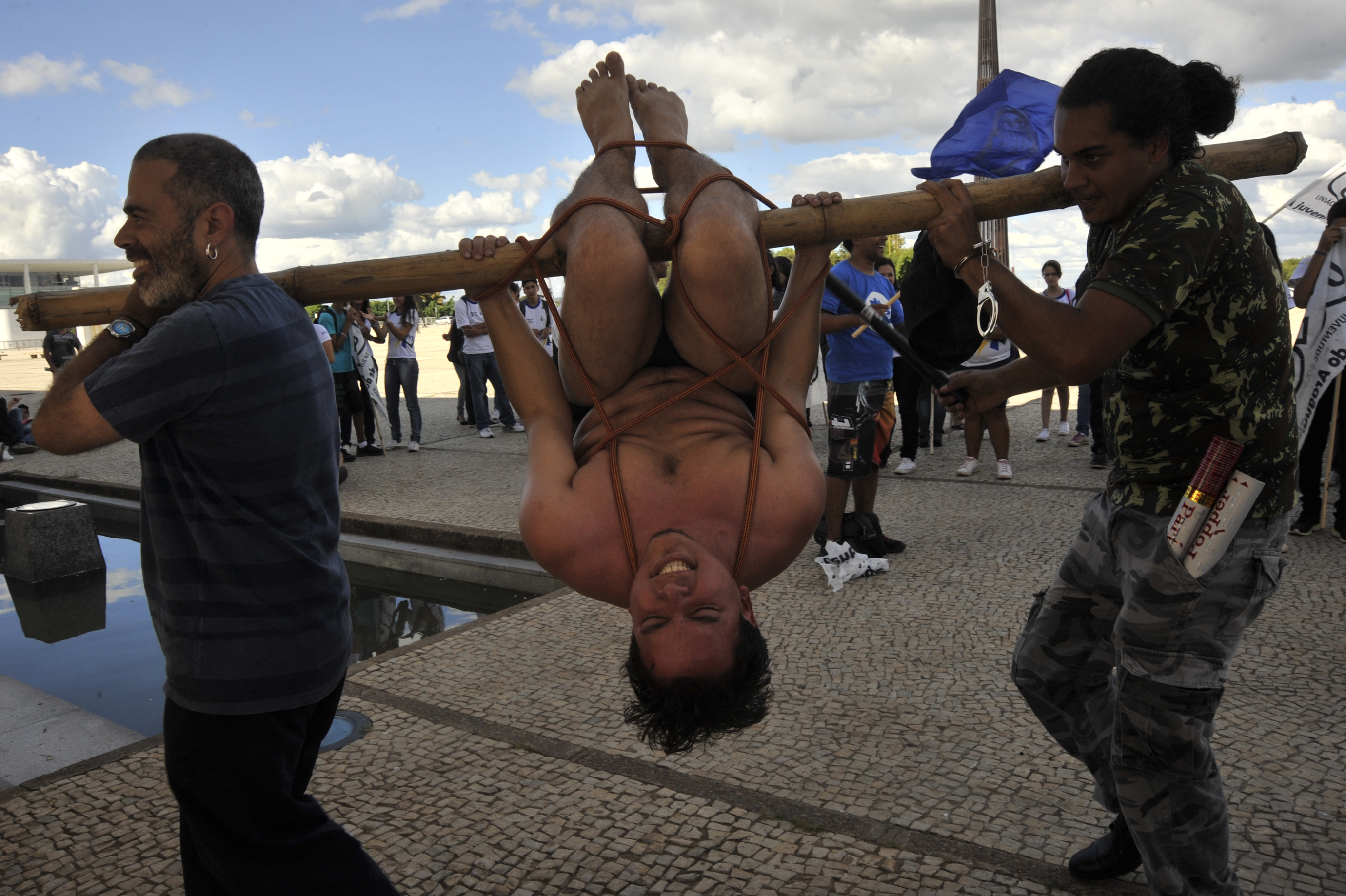
Simulação do método de tortura conhecido como pau de arara.

Este método foi e é usado em muitos países porque nenhum traço visível é deixado no corpo da pessoa torturada e o dispositivo necessário está disponível em todos os lugares ou pode ser produzido com pouco esforço.

## Descrição
O Pau de Arara consiste em uma barra de ferro na qual o prisioneiro é pendurado e enrolado, de forma que a vara fique bloqueada entre a concha dos braços e a concha das pernas. Em seguida, os tornozelos são amarrados com os pulsos. A pessoa torturada é pendurada cerca de um metro acima do solo e fica nessa posição até que o sangue não circule mais, o corpo inche e pare de respirar.
"(…) O pau de arara consiste numa barra de ferro que é atravessada entre os punhos amarrados e a dobra do joelho, sendo o 'conjunto' colocado entre duas mesas, ficando o corpo do torturado pendurado a cerca de 20 ou 30 centímetros do solo. Este método quase nunca é utilizado isoladamente, seus 'complementos' normais são eletrochoques, a palmatória e o afogamento."
"(…) que o pau de arara era uma estrutura metálica desmontável, (…) que era constituído de dois triângulos de tubo galvanizado em que um dos vértices possuía duas meias-luas em que eram apoiados e que, por sua vez, era introduzida debaixo de seus joelhos e entre as suas mãos que eram amarradas e levadas até os joelhos."

## Origens
Acredita-se que essa técnica tenha se originado dos traficantes de escravos portugueses, que usavam o Pau de Arara como forma de punição para escravos desobedientes.
Este método de tortura também foi usado em campo de concentração de Auschwitz, durante a Segunda Guerra Mundial, onde era conhecido como Bogerschaukel (balanço de Boger), em referência ao oficial SS que a aplicou pela primeira vez lá, Wilhelm Boger.
Seu uso foi mais recentemente difundido por agentes da polícia política da ditadura militar brasileira contra dissidentes políticos nas décadas de 1960 e 1970 e acredita-se que ainda esteja em uso pelas forças policiais brasileiras, embora proibido. O dispositivo costumava ser usado em combinação com outras técnicas de tortura, como afogamento, extração de unhas dos dedos das mãos e dos pés, marcações com ferro quente, choques elétricos e tortura sexual.
Bo Xilai, ex-líder do partido chinês, e Wang Lijun, chefe da polícia, foram acusados de usar a mesma técnica em 2012, com base em depoimentos de blogueiros presos nas prisões de Tie Shanping em Chongqing.